# Бык (фараон)
Фараон Бык — известный как «Бури», был одним из ранних египетских правителей, жившим в конце 4-го тысячелетия до н. э. Он был основателем 00-й династии.
О жизни и правлении фараона Быка известно немного. В основном информация о нём основана на нескольких упоминаниях в исторических источниках и археологических находках. Считается, что он был сильным и воинственным правителем, который расширил границы Египта и вел активную внешнюю политику.
Согласно египетской мифологии, фараон Бык был сыном бога солнца Амона-Ра и богини неба Нут. Это делало его божественным и давало ему особые способности и благословения.
В памяти египтян фараон Бык остался как основатель египетского государства и человек, который принес стабильность и процветание стране. В его честь был построен храм в городе Буто, который является одним из древнейших сохранившихся египетских храмов.

## Биография
О правлении Быка известно по статуэтке Мина из слоновой кости, обнаруженной в гробнице U-j Скорпиона I в Умм эль-Каабе. Его имя было обнаружено в 2003 году на наскальном рисунке в пустыне к западу от Фив, а также в Палермском камне. В его правление произошло незначительное расширение государства.